# .km
.km es el dominio de nivel superior geográfico (ccTLD) para Comoras.
El registro está disponible directamente en el segundo nivel o bajo subdominios con un coste anual de KMF30000 en la mayoría de casos.
- .km - empresas y marcas registradas en el segundo nivel
- .com.km - empresas - uso sin restricciones
- .coop.km - cooperativas
- .asso.km - asociaciones
- .nom.km - personas
- .presse.km - organizaciones de prensa
- .tm.km - propietarios de marcas
- .medecin.km - doctores médicos
- .notaires.km - notarios
- .pharmaciens.km - farmacéuticos
- .veterinaire.km - veterinarios
- .edu.km - universidades e institutos profesionales
- .gouv.km - gobierno
- .mil.km - militar

Los registros de segundo nivel están sujetos a restricciones y presencia local.
Los registros de tercer nivel *com.km no tienen restricciones si el nombre no está registrado en otros dominios .km. Existen diversas restricciones específicas aplicables a cada uno de los dominios de tercer nivel de la lista superior. Los registros *.nom.km se limitan a residentes de la isla y para ciudadanos residentes en el extranjero; diversas categorías correspondientes a las profesiones individuales cada uno requieren que el solicitante tenga una licencia para ejercer esa profesión.